# Carlos Osorio
Carlos Osorio Zambrano (Venezuela) es un militar y político venezolano, quien fue ministro de Alimentación durante los gobiernos de Hugo Chávez y Nicolás Maduro (2010-2013 y 2015), ministro de Despacho de la presidencia (2014-2015 y 2017) y ministro de Transporte terrestre (2017-2018). Actualmente es presidente de la Corporación Venezolana de Minería (CVM). En 2016 fue cuestionado por la Asamblea Nacional, pero no se presentó.

## Biografía

### Formación militar
Osorio tiene el rango de mayor general en el ejército.

### Presidente de SADA
En el gobierno de Hugo Chávez fue presidente de la Superintendencia Nacional de Silos, Almacenes y Depósitos Agrícolas (SADA) en 2006.

### Presidente de PDVAL
En 2010 fue presidente de la Productora y Distribuidora Venezolana de Alimentos (PDVAL) y de la Corporación de Abastecimiento y Servicio Agrícola (CASA). Durante su presidencia se desató el escándalo conocido como caso PDVAL.

### Ministro de Alimentación
Entre 2010 y 2013 fue designado por Chávez ministro de Alimentación hasta la muerte de este.
En el gobierno de Nicolás Maduro, fue nombrado nuevamente ministro de Alimentación en 2015 y prometió que el problema de la escasez de alimentos en Venezuela se resolvería en dos meses, lo que no sucedió, por lo cual la ONG Transparencia Venezuela lo criticó por «mentirle al país».
En 2016 la Asamblea Nacional citó a Carlos Osorio a comparecer ante el legislativo para pedirle información sobre sus planes para abordar la crisis alimentaria en el país; la Asamblea después estableció su responsabilidad política por los resultados de su manejo del ministerio de Alimentación. El diputado Carlos Berrizbeitia exhibió cuatro presuntas órdenes de compra de alimentos firmadas por Marco Torres por 160 millones de dólares a cuatro empresas, tres de las cuales serían «de maletín» (inexistentes) y estarían representadas por Jesús Tomás Marquina Parra y Néstor Enrique Marquina Parra, hermanos de la esposa de Osorio. El Diario Las Américas reportó que la familia de Osorio habría recibido unos 5 millones de dólares por el negocio de la importación de alimentos. Ese mismo año el Partido Comunista (PCV) pidió que se le investigara por irregularidades en Abastos Bicentenario.

### Presidente de la CVM
Actualmente es presidente de la Corporación Venezolana de Minería (CVM). El 26 de abril de 2024 el exministro de Chávez Andrés Izarra y el exgobernador y exdiputado Carlos Tablante Hidalgo anunciaron su supuesta detención, pero la CVM lo desmintió en un comunicado el mismo día. Se comentó que espera designación como Embajador.